# Maria Ceplinschi
 Maria Sorana Ceplinschi (Constanta, 12 de agosto de 2005)  é uma ginasta romena .

## Carreira

### Júnior
2019
No Campeonato Romeno Juvenil de 2019, Ceplinschi ganhou medalhas de prata no salto e no solo, e terminou em quarto lugar no individual geral. No Campeonato Romeno Sênior, ela terminou em décimo segundo lugar no individual geral, quinto no salto e sétimo no solo. Na Horizon Cup, Ceplinschi ganhou medalhas de ouro em todos os eventos, exceto no salto.
2020
No Campeonato Romeno de 2020, Ceplinschi competiu apenas no salto e nas barras assimétricas, e terminou em quarto lugar nas duas finais. Ela competiu no Campeonato Europeu Juvenil de 2020, e a equipe romena conquistou a medalha de ouro por mais de dez pontos à frente da Ucrânia e da Hungria. Individualmente, Ceplinschi conquistou a medalha de prata no individual geral e no solo, ambas atrás de sua colega de equipe Ana Bărbosu .

### Sênior
2021
Ceplinschi fez sua estreia internacional na categoria sênior no Campeonato Europeu de 2021 . Ela foi inicialmente a primeira reserva para a final de solo, mas devido à desistência de Larisa Iordache devido a problemas de saúde, Ceplinschi a substituiu. Ela terminou em quinto lugar com uma pontuação de 12,966. Na Mersin Challenge Cup, ela ganhou a medalha de ouro tanto na trave de equilíbrio quanto no solo. Ela competiu no Campeonato Mundial de 2021 e se classificou para as finais de solo, terminando em 6º lugar e do individual geral, terminando em 16º.
2022
Ceplinschi competiu no Troféu Cidade de Jesolo, onde ajudou a equipe romena a terminar em quarto lugar na competição por equipes. Individualmente, a ginasta terminou em 4º lugar no solo e 12º no individual geral.

## Histórico competitivo
| Ano                  | Evento                       | Equipe | AA     | VT     | UB     | BB     | FX     |
| Júnior               | Júnior                       | Júnior | Júnior | Júnior | Júnior | Júnior | Júnior |
| -------------------- | ---------------------------- | ------ | ------ | ------ | ------ | ------ | ------ |
| 2017                 | Campeonato Romeno Júnior     |        | 4      | 3      |        |        | 2      |
| 2019                 | Gym Festival Trnava          |        | 4      | 3      |        | 2      | 3      |
| 2019                 | Copa Petrom                  |        | 3      |        |        |        |        |
| 2019                 | Campeonato Romeno Júnior     |        | 4      |        |        |        |        |
| 2019                 | Campeonato Romeno            |        | 12     | 5      |        |        | 7      |
| 2019                 | Campeonato Individual Romeno |        | 1      | 2      | 1      | 1      | 1      |
| 2019                 | Horizon Cup                  |        | 1      |        |        |        |        |
| 2019                 | Top Gym                      |        | 8      | 2      |        |        |        |
| 2020                 | Campeonato Romeno            |        |        | 4      | 4      |        |        |
| 2020                 | Campeonato Europeu Júnior    | 1      | 2      |        |        |        | 2      |
| Sênior               |                              |        |        |        |        |        |        |
| 2021                 |                              |        |        |        |        |        |        |
| Campeonato Europeu   |                              |        |        |        |        | 5      |        |
| Desafio FIT          | 8                            | 23     |        |        |        | 2      |        |
| Mersin Challenge Cup |                              |        |        |        | 1      | 1      |        |
| Campeonato Mundial   |                              | 16     |        |        |        | 6      |        |
| 2022                 | Troféu Cidade de Jesolo      | 4      | 12     |        |        |        | 4      |